# Miguel de Anda Jacobsen
Miguel de Anda Jacobsen (Atotonilco el Alto, Jalisco, 19 de octubre de 1927-Ensenada, Baja California, 13 de junio de 2001) fue un poeta, escritor y académico mexicano.

## Semblanza biográfica
Realizó sus estudios en la Facultad de Filosofía y Letras de la Universidad Nacional Autónoma de México (UNAM). Desde 1954, se trasladó a Baja California para residir en Ensenada. Fue miembro de la Asociación de Escritores de Baja California. El 10 de enero de 1975 fue elegido miembro correspondiente de la Academia Mexicana de la Lengua. Colaboró para el periódico El Mexicano publicando artículos sobre política y cultura. Fue fundador de la Casa de la Cultura de Ensenada, la cual fue bautizada en su honor.

## Obras publicadas
- Canto a Juárez, 1965.
- Trípticos de la Baja California, poesías, 1988.